# Miguel Boyer

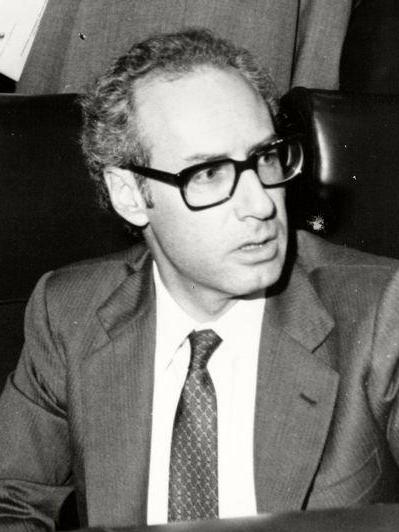
Miguel Boyer (1983)

Miguel Boyer Salvador (* 5. Februar 1939 in Saint-Jean-de-Luz, Département Basses-Pyrénées, Frankreich; † 29. September 2014 in Madrid) war ein spanischer Wirtschaftswissenschaftler und Politiker des Partido Socialista Obrero Español (PSOE), der unter anderem zwischen 1979 und 1980 Mitglied des Congreso de los Diputados war, des Unterhauses der Cortes Generales. Er fungierte zudem von 1982 bis 1985 als Minister für Wirtschaft, Handel und Finanzen.

## Leben

### Familiäre Herkunft, Studium und berufliche Laufbahn

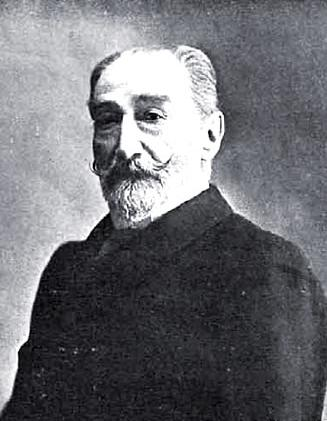
Der Politiker Amós Salvador Rodrigáñez war einer der Urgroßväter von Miguel Boyer.

Miguel Boyer Salvador war ein Sohn von José Boyer y Ruiz-Beneyán und dessen Ehefrau Carlota Salvador y Sainz de Vicuña, deren Vater der Politiker, Jurist, Diplomat und Musikwissenschaftler Miguel Salvador y Carreras (1881–1955) war. Ein Urgroßvater mütterlicherseits war der Politiker Amós Salvador Rodrigáñez (1845–1922). Er verbrachte seine Kindheit in Frankreich, wohin seine Familie verbannt wurde und sein Vater, ein Aktivist der republikanischen Linken, in einem Konzentrationslager interniert war. Sein Großvater wurde 1941 von der Gestapo verhaftet, der spanischen Polizei übergeben und von Gerichten der Franco-Diktatur zum Tode verurteilt, ein Urteil, das umgewandelt wurde, als Ramón Serrano Súñer für einen anderen in derselben Verhandlung verurteilten Mitangeklagten intervenierte.
Nach dem Besuch des Liceo Francés de Madrid begann Boyer ein Studium der Fächer Physik an der Universität Complutense Madrid, wo er 1960 der Sozialistischen Gruppe  der Universität beitrat, die 1961 zur Sozialistischen Jugend von Madrid (Juventudes Socialistas de Madrid) wurde, wo er die späteren Abgeordneten Luis Gómez Llorente und Miguel Ángel Martínez Martínez kennenlernte. Er wurde im Februar 1962 verhaftet und verbrachte sechs Monate im Carabanchel-Gefängnis, wo ihm illegale Propaganda und illegale Vereinigung vorgeworfen wurden. Diese Verhaftung war der Grund für seine Entlassung aus der Kernenergiebehörde JEN (Junta de Energía Nuclear), deren Mitarbeiter er war. Nach seiner Entlassung begann er ein Studium der Wirtschaftswissenschaften an der Universität Complutense Madrid, welches er 1969 abschloss, und lehrte daraufhin kurzzeitig als Dozent an der Schule für Telekommunikationsingenieure (Escuela de Ingenieros de Telecomunicaciones). 1969 war er zusammen mit Manuel Andújar, Eduardo Naval und seiner Schwiegermutter, der Schriftstellerin Elena Soriano, an der Gründung der Zeitschrift „El Urogallo“ beteiligt, einer kulturellen und literarischen Referenz für den Antifranquismus in den letzten Jahren der Diktatur.
Kurz darauf trat er 1969 durch eine Auswahlprüfung in den Forschungsdienst der Bank von Spanien (Banco de España) ein und wurde 1971 zum stellvertretenden Direktor des Nationalen Industrieinstitutes INI (Instituto Nacional de Industria) ernannt, dessen Direktor er 1974 wurde. Dort arbeitete er mit Carlos Solchaga und Juan Manuel Kindelán zusammen, mit denen er später, in den 1980er Jahren, die Wirtschaftspolitik der Partido Socialista Obrero Español (PSOE) entwarf. Als Francisco Fernández Ordóñez 1975 als Präsident des INI zurücktrat, gab er aus Solidarität auch seine Position am Institut auf und trat der Firma Unión Explosivos Río Tinto (ERT) bei, bei der er zwischen 1975 und 1978 Direktor für strategische Politik war. Auf dem XXVII. Kongress der PSOE im Dezember 1976 in Madrid wurde er zum Mitglied der Exekutivkommission gewählt, von der er im Februar 1977 zurücktrat, um der von Francisco Fernández Ordóñez geführten Sozialdemokratischen Föderation (Federación Socialdemócrata) beizutreten und war Präsident von deren Studien- und Programmausschuss und Mitglied des Exekutivausschusses. 1978 kehrte als Berater des Präsidenten zur Bank von Spanien José Ramón Álvarez Rendueles zurück und war seit Juni 1981 Direktor für Planung und Studien des Nationalen Instituts für Kohlenwasserstoffe INH (Instituto Nacional de Hidrocarburos).

### Abgeordneter und Minister

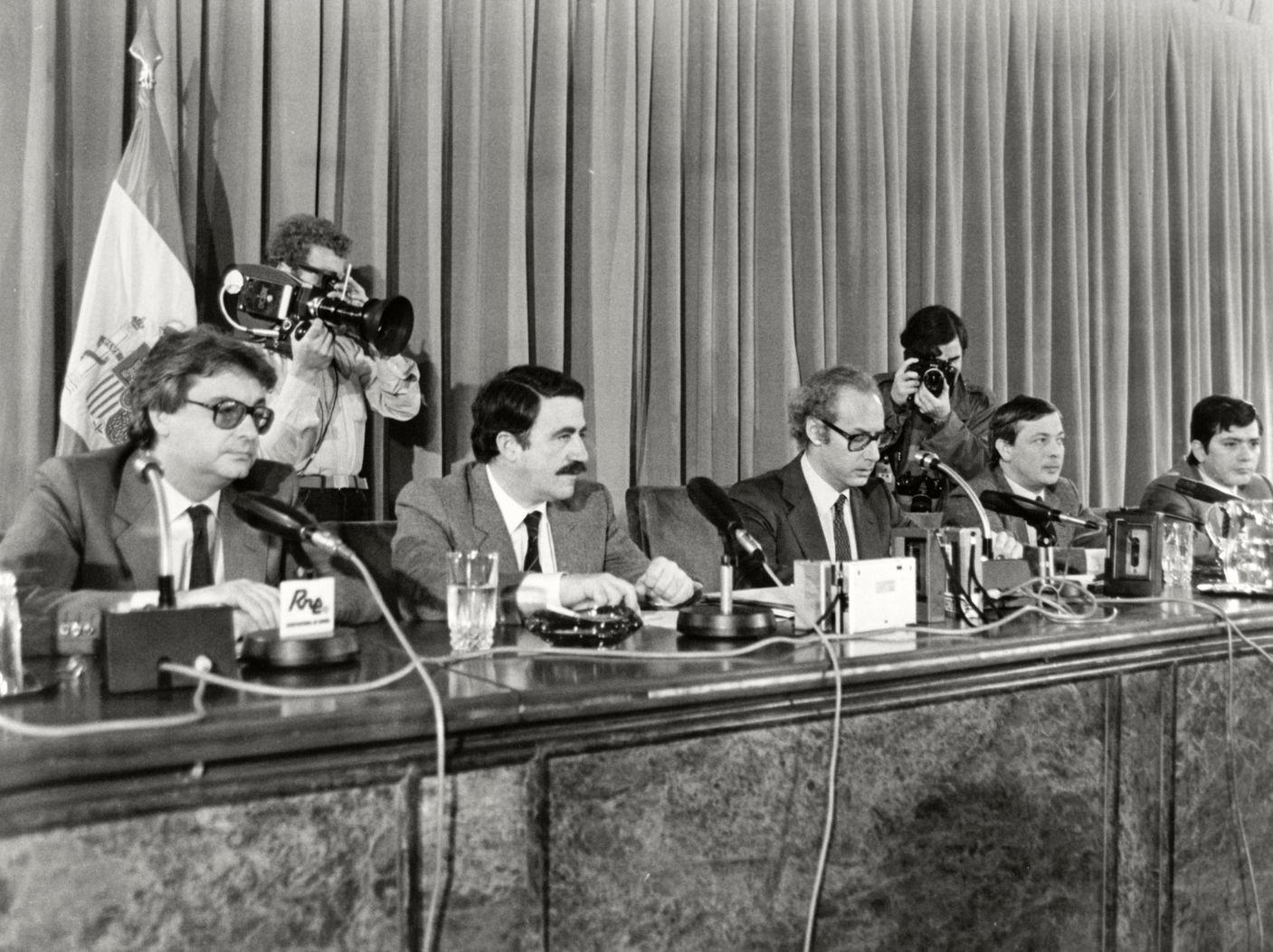
Miguel Boyer (sitzend, Mitte) bei einer Pressekonferenz zur Verstaatlichung der Holdinggesellschaft Rumasa (1983).

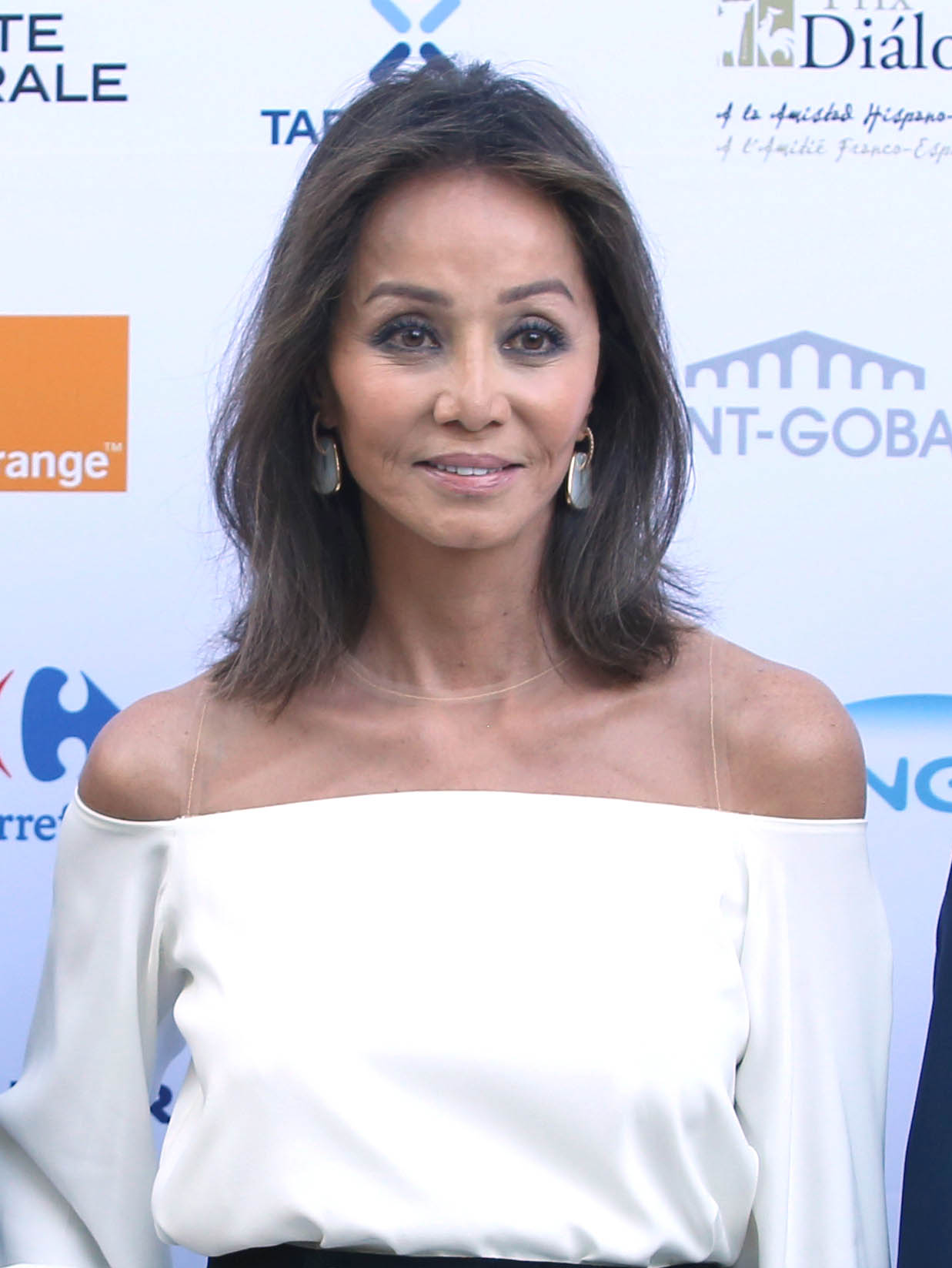
Die philippinisch-spanische Journalistin und ehemalige Model Isabel Preysler war von 1988 bis 2014 die zweite Ehefrau von Boyer.

Als die Sozialdemokratische Föderation der Union des Demokratischen Zentrums UCD (Unión de Centro Democrático) beitrat, verließ Miguel Boyer diese im April 1977. Bei der ersten Parlamentswahl der Demokratie am 15. Juni 1977 versuchte er erfolglos, Senator für Logroño zu werden, und zwar als Kandidat der Unabhängigen Rioja-Gruppe (Agrupación Rioja Independiente). Im September 1977 kehrte er zur PSOE zurück und war Koordinator des Wirtschaftsteams des Technischen Kabinetts der Exekutivkommission der PSOE. Bei der Parlamentswahl am 1. März 1979 wurde er für den PSOE für Jaén Mitglied des Abgeordnetenhauses (Congreso de los Diputados), des Unterhauses des Parlaments (Cortes Generales), und war während der ersten Legislaturperiode Mitglied verschiedener Ausschüsse. Während des III. Provinzkongresses der PSOE von Jaén wurde seine Person jedoch in Frage gestellt, und zwar nicht nur, weil er als Cunero-Abgeordneter in die Liste des Kongresses von Jaén aufgenommen wurde, das heißt „von Madrid auferlegt“. Dasselbe galt zwar auch für Alfonso Fernández Malo, Sohn des ehemaligen sozialistischen Parteivorsitzenden von Jaén, Alfonso Fernández Torres, aber hauptsächlich wegen seiner Position, die im Widerspruch zur Gültigkeit des Marxismus stand, der von den wichtigsten sozialistischen Gruppen in der Provinz Jaén verteidigt wurde. Am 29. September 1980 trat er schließlich von seinem Amt als Abgeordneter zurück und wurde durch Cándido Méndez Rodríguez ersetzt.
Nach dem Sieg des PSOE bei der Parlamentswahl am 28. Oktober 1982 wurde Boyer am 3. Dezember 1982 in das Kabinett González I berufen und übernahm das neugeschaffene Amt als „Super“-Minister für Wirtschaft, Handel und Finanzen (Ministro de Economía, Comercio y Hacienda), welches aus den bisher eigenständigen Ministerien für Wirtschaft und Handel sowie dem Finanzministerium entstanden war. Er bekleidete dieses Amt bis zu einer Regierungsumbildung am 3. Juli 1985, woraufhin Carlos Solchaga am 5. Juli 1985 seine Nachfolge antrat. Als Minister leitete er die für den Beitritt Spaniens zur Europäischen Wirtschaftsgemeinschaft (EWG) notwendigen wirtschaftlichen Veränderungen wie industrielle Umstellung, Strukturreformen und Handelsliberalisierung sowie andere arbeitsrechtliche Maßnahmen, die zur Konfrontation mit dem Gewerkschaftsbund UGT (Unión General de Trabajadores) führten. Allerdings war die Enteignung und Verstaatlichung der Holdinggesellschaft Rumasa des Unternehmers José María Ruiz Mateos im Februar 1983, die ein Buchhaltungssystem verbarg, das die spanische Wirtschaft gefährdete, die nachhaltigste Entscheidung auf der Ebene der öffentlichen Meinung seiner Amtszeit als Minister. Während seiner Tätigkeit in der Regierung kam es andererseits zu Konflikten mit Vize-Ministerpräsident Alfonso Guerra, einem Befürworter einer expansiveren Wirtschaftspolitik im Vergleich zu Boyers liberalen Maßnahmen. 1984 erhielt er für seine Verdienste das Großkreuz des Ordens des Infanten Dom Henrique.
Nach seinem Ausscheiden war Miguel Boyer einige Zeit lang Präsident der 1991 aufgelösten Außenhandelsbank BEX (Banco Exterior de España) und wechselte danach als Manager in die Privatwirtschaft, wo er unter anderem Vizepräsident der Unternehmensgruppe FCC (Fomento de Construcciones y Contratas) und Mitglied des Aufsichtsrates des Zementherstellers Cementos Portland war. 1999 wurde er Präsident des Kohlenwasserstoff-Logistikunternehmens CLH (Compañía Logística de Hidrocarburos). Boyer war zwei Mal verheiratet, und zwar von 1964 bis zur Scheidung 1985 mit der Elena Arnedo (1941–2015), eine Gynäkologin, Schriftstellerin, Politikerin, Aktivistin für Frauenrechte, Pionierin bei der Verteidigung sexueller und reproduktiver Rechte und Förderin der ersten Familienplanungszentren, die Anfang der 1970er Jahre in Spanien gegründet wurden. Aus dieser Ehe gingen die beiden Kinder Laura Carlota Boyer Arnedo und Miguel Boyer Arnedo hervor. In zweiter Ehe war er von 1988 bis zu seinem Tode 2014 mit der philippinisch-spanischen Journalistin und ehemaligem Model Isabel Preysler (* 1951) verheiratet. Aus dieser Ehe stammte die Tochter Ana Isabel Boyer Preysler. Für seine Verdienste wurde er mit dem Großkreuz des Ordens Karls III. geehrt. Nach seinem Tode in Folge einer Lungenembolie wurde er auf dem Cementerio de San Isidro in Madrid beigesetzt.

## Veröffentlichung
- La generación del 56, Mitautor Antonio López Pina, Marcial Pons Historia, Madrid 2010